# ویلیام کیرچر
ویلیام کیرچر (انگلیسی: William Kircher؛ زادهٔ ۲۳ مهٔ ۱۹۵۸) یک هنرپیشه، و تهیه‌کننده اهل نیوزیلند است. وی از سال ۱۹۸۳ میلادی تاکنون مشغول فعالیت بوده‌است.
از فیلم‌ها یا برنامه‌های تلویزیونی که وی در آن نقش داشته است می‌توان به هابیت: یک سفر غیرمنتظره، هابیت: برهوت اسماگ، هابیت: نبرد پنج سپاه و آخرین خال‌کوبی اشاره کرد.